# وب‌تون (وبگاه)
وب‌تون (انگلیسی: Webtoon) یک پلتفرم وب‌تون در کره جنوبی است که در سال ۲۰۰۴ توسط ناور کورپوریشن تأسیس شد و خدمات میزبانی وب‌تون و کمیک‌های دیجیتال فشرده را ارائه می‌دهد. این پلتفرم رایگان است و هم در نسخه وب Webtoons.com و هم برای اندروید و آی‌اواس در دسترس است.

## اقتباس‌ها
در زیر فهرستی از مجموعه‌های تلویزیونی و فیلم‌ها آمده‌است که از وب‌تون‌های ناور وب‌تون اقتباس شده‌اند.
- مربای پرتقال[۲][۳]
- پنیر در تله[۴][۵][۶]
- عاشق خوش‌شانس[۷]
- صدای قلب تو[۸]
- بازگشت زوجین[۹][۱۰][۱۱]
- همراه با خدایان: دو جهان[۱۲]
- آی‌دی من خوشگل گانگنامه[۱۳][۱۴][۱۵][۱۶][۱۷]
- غریبه‌هایی از جهنم[۱۸][۱۹][۲۰]
- زیبایی حقیقی[۲۱][۲۲][۲۳]
- قاشق طلایی[۲۴]
- هم‌اتاقی من یک گومیهو است[۲۵]
- با وجود اینکه می‌دانم[۲۶]
- سلول‌های یومی[۲۷]
- عازم جهنم[۲۸]
- ما همه مرده‌ایم[۲۹][۳۰]
- فردا[۳۱][۳۲]
- عشق و افسار[۳۳]
- صدای جادو[۳۴]
- اتصال[۳۵][۳۶]
- جزیره[۳۷]
- شوالیه سیاه[۳۸]
- توی نوزدهمین زندگیم می‌بینمت[۳۹]